# Elbe-Jeetzel-Zeitung
Die Elbe-Jeetzel-Zeitung (abgekürzt EJZ) ist eine Tageszeitung und das amtliche Kreisblatt des Landkreises Lüchow-Dannenberg. Ihr Name leitet sich aus den beiden Flüssen Elbe und Jeetzel her, die den Landkreis um- bzw. durchfließen. Entstanden ist die Zeitung aus einer Fusion der drei Zeitungen Allgemeiner Anzeiger und Zeitung für das Wendland (beide Lüchow) sowie der Jeetzel-Zeitung Dannenberg.

## Beschreibung
Herausgegeben wird die Zeitung in einer verkauften Auflage von 9940 Exemplaren von der Druck- und Verlagsgesellschaft Köhring GmbH & Co. KG in Lüchow (Wendland). Die überregionalen Nachrichten, also der Zeitungsmantel, werden vom RedaktionsNetzwerk Deutschland geliefert, der Zentralredaktion der Verlagsgruppe Madsack aus Hannover (u. a. Hannoversche Allgemeine Zeitung, Neue Presse).
Der Verlag gibt wöchentlich jeden Mittwoch außerdem die kostenlose Wochenzeitung Elbe-Jeetzel-Kiebitz heraus. Der Kiebitz erscheint in einer Auflage von 31.300 Exemplaren im Verbreitungsgebiet Lüchow-Dannenberg, Dömitz, Lenzen und Umgebung.
Nach IVW-Analyse war die EJZ im Jahr 2020 laut Branchendienst Meedia zum dritten Mal in Folge die im Verhältnis zur Einwohnerzahl meistverkaufte Tageszeitung Deutschlands. Demnach kauften 24,1 von 100 Lüchow-Dannenberger Einwohnern mit deutscher Staatsbürgerschaft das Blatt. Auf die 22.163 deutschen Haushalte des Landkreises gerechnet, "ergibt sich sogar eine Rate von 48,4 pro 100". Bereits bei Erhebungen in den Jahren 2016 und 2014 führte die EJZ entsprechende Meedia-Ranglisten an.

## Auszeichnungen
1992 erreichten die EJZ-Autoren Karl-Friedrich Kassel und Jörn Rehbein den 3. Preis beim Wächterpreis der deutschen Tagespresse für mehrere Berichte über Korruption von Kommunen durch hohe Zuwendungen aus dem Gorleben-Fonds, um ein wohlwollendes Verhalten gegenüber dem Atommülllager Gorleben zu erreichen.
1993 belegten Kassel und Rehbein für ihre Recherchen außerdem den ersten Platz beim Journalistenpreis „Die spitze Feder“ des Bundes der Steuerzahler Niedersachsen und Bremen.
1995 erwarb EJZ-Redakteur Axel Schmidt beim Journalistenpreis „Die Spitze Feder“ den dritten Preis mit einer Darstellung über die luxuriöse Ausstattung des Offizierskasinos in Neu Tramm.
2007 sprach der Bund der Steuerzahler Schmidt den 2. Platz beim Journalistenpreis „Spitze Feder“ für den Beitrag „Busbahnhof-Planung als Euro-Grab“ zu. Schmidt schildert darin, wie die Stadt Lüchow Steuergelder in Höhe von mehr als 25.000 Euro für ein Architektenhonorar verschwendete, dem keine konkrete Gegenleistung zuzurechnen war.
2012 wählte das Medium Magazin EJZ-Redakteur Benjamin Piel in die „Top 30 bis 30“, eine Liste mit 30 besonders begabten deutschen Journalisten im Alter von bis zu 30 Jahren.
2014 bekam Piel den Theodor-Wolff-Preis in der Kategorie Lokaljournalismus für seinen Beitrag „Bettys erstes Mal“, in dem er laut Jury „direkt und ohne falsche Scheu“ über Sexualbegleiter berichtet, die behinderten Menschen zu sexuellem Erleben verhelfen.
2014 erhielt Piel für „Bettys erstes Mal“ außerdem den Reportagepreis für junge Journalisten des Netzwerks JungeJournalisten.de, der Heinrich-Böll-Stiftung und sueddeutsche.de.
2014 bekam EJZ-Redakteur Rouven Groß den dritten Platz beim Journalistenpreis der Landwirtschaftskammer Niedersachsen für den Beitrag „Mehr als nur Betriebskapital“ zugesprochen.
2015 sprach der Sozialverband Deutschland Piel den zweiten Platz beim Medienpreis Inklusion zu.
2020 erhielt EJZ-Redakteur Jörn Zahlmann den Axel-Springer-Preis für junge Journalisten in der Kategorie „Lokaljournalismus“ für die Serie „Zeitsprung“.